# Lolo (filme)
Lolo (bra:Lolo: O Filho da Minha Namorada) é um filme de humor negro francês de 2015, co-escrito e dirigido por Julie Delpy. É estrelado por Delpy, Dany Boon, Vincent Lacoste e Karin Viard. Teve a sua estreia na sessão Venice Days do 72º Festival Internacional de Cinema de Veneza. No Brasil, foi apresentado pela Mares Filmes no Festival Varilux de Cinema Francês 2016.

## Enredo
Violette, uma parisiense de 40 anos viciada no seu emprego na indústria da moda, se apaixona por um geek de Biarritz, Jean-René, enquanto está em um feriado num spa com sua melhor amiga, a promíscua Ariane. Jean-René muda-se para Paris para estar com Violette e encontra o seu jovem adulto filho, Eloi, que ainda atende pelo nome infantil Lolo. Lolo é um artista autodeclarado e sua mãe o apoia completamente. Ele parece acolher o novo amor de sua mãe, mas se propõe a causar estragos em seu relacionamento.
Lolo, um jovem dependente que exige que o universo de sua mãe esteja centrado nele, aumenta seu jogo quando nada parece quebrar o relacionamento do casal. Ele planta um vírus no software recém-instalado de Jean para um banco, a execução do software no sistema do comprador infecta toda a rede e Jean-René é preso.
Jean-René avisa Violette que todos esses contratempos são causados por Lolo e que ele encontrou evidências disso no diário de Lolo. Mais tarde, na monótona exposição de arte de Lolo, a filha de Ariane revela a série de esforços de Lolo para sabotar a vida amorosa de Violette, e Ariane conta a Violette. Jean-René apura seu nome ao consertar o problema e ganha estabilidade em sua empresa.
Violette confronta Lolo com os fatos, mas Lolo tenta chantageá-la emocionalmente. Violette finalmente corta o cordão emocional com Lolo e se muda com Jean-René. Lolo acha difícil se adaptar à sua nova vida sem a presença de sua mãe. Mais tarde Violette percebe Jean-René pode estar enfrentando o mesmo problema com sua filha Sabine, como ela fez com seu filho.

## Elenco
- Dany Boon como Jean-René
- Julie Delpy como Violette
- Vincent Lacoste como Lolo
- Karin Viard como Ariane
- Elise Larnicol como Elisabeth
- Antoine Lounguine como Lulu
- Christophe Vandevelde como Gérard
- Christophe Canard como Patrick
- Rudy Milstein como Paco
- Karl Lagerfeld como ele mesmo
- Frédéric Beigbeder como ele mesmo
- Ramzy Bedia como o piloto da Aston Martin
- Georges Corraface como Sakis
- Bertrand Burgalat como médico

## Produção
Delpy co-escreveu o roteiro, dirigiu e estrelou o filme como Violette, mas ela assegurou a roteirista criativa que o filme não era autobiográfico. Ela disse: "Não há realmente nada de autobiográfico em Lolo. Não é nada pessoal. Se alguma coisa, o personagem de Ariane está mais perto de mim do que o personagem de Violette".
As filmagens começaram em 6 de outubro de 2014 e ocorreram durante dois meses em Paris, Biarritz e Londres.

## Recepção
No agregador de críticas Rotten Tomatoes, que categoriza as opiniões apenas como positivas ou negativas, o filme tem um índice de aprovação de 57% calculado com base em 35 comentários dos críticos. Já no agregador Metacritic, com base em 17 opiniões de críticos que escrevem para a imprensa tradicional, o filme tem uma média ponderada de 50 entre 100, com a indicação de "críticas mistas ou neutras".